# Inge Keller
Inge Keller (ur. 15 grudnia 1923 w Berlinie, zm. 6 lutego 2017 tamże) – niemiecka aktorka telewizyjna i filmowa.

## Życiorys
Zagrała w wielu filmach i w serialach takich jak: 1913, Kleiner Mann – was nun?, Rada bogów, Effi Briest, Lekarki, Aimee i Jaguar, Alles Samba, Narzeczona, Unterwegs zu Lenin, Das Kindermädchen, Lola + Bilidikid.

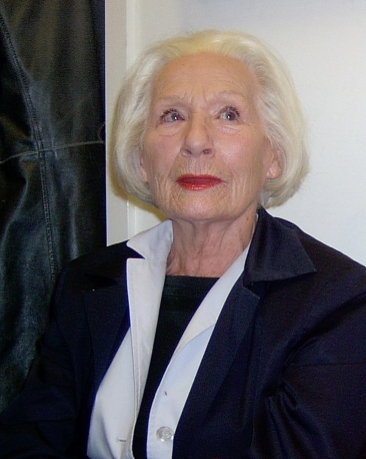
Inge Keller w 2006 roku

## Filmografia
filmy
- 1949: Quartett zu fünft jako Irene Gabriel[1][4]
- 1951: Cienie na torach jako Ellen Zander[1][4]
- 1965: Karla jako pani Janson[1][4]
- 1980: Narzeczona jako Irene[1][4]
- 1984: Lekarki jako dr Lydia Kowalenko[1][4]

seriale
- 1963: Ktoś obok ciebie jako Lucie Marschner[1][4]
- 1967: 1913 jako hrabina Sophie von Beskow[1][4]
- 1976: Leben und Tod König Richard III jako Królowa Elżbieta[1][4]
- 1986: Weihnachtsgeschichten jako Sibille Wendisch-Bitterfeld[1][4]
- 2003: Alles Samba jako pani von Lengsdorf[1][4]
- 2012: Das Kindermädchen jako Irene Zernikow[1][4]

## Odznaczenia i nagrody
- 1961: Nationalpreis I. Klasse für Kunst und Literatur[5]
- 1977: Nationalpreis der DDR II. Klasse für Kunst und Literatur[5]
- 1984: Order Zasługi dla Ojczyzny (NRD) (Vaterländischer Verdienstorden)[6]
- 1998: Honorowy Członek niemieckiego teatru w Berlinie[6]
- 2006: Berliński Order Zasługi[2]